# Marea conjuncție
Marea conjuncție este apropierea maximă a planetelor Jupiter și Saturn pe bolta cerească. A fost numită „Mare” pentru că este cea mai rară și una dintre cele mai strălucitoare conjuncții între planetele clasice (vizibile cu ochiul liber). O conjuncție obișnuită între aceste două planete are loc aproximativ la fiecare 20 de ani. Când cele două planete sunt aliniate cu Soarele, conjuncția se numește heliocentrică; atunci când sunt aliniate cu Pământul, conjuncția este geocentrică. 
Marea conjuncție este un fenomen remarcabil pe care vechii observatori ai cerului l-au studiat destul de devreme.  O interpretare astrologică adesea catastrofală legată de periodicitatea lor s-a răspândit în Europa în timpul Evului Mediu și găsim aluzii la aceasta într-un număr mare de texte nu numai cu pretenție științifică, ci și literare sau populare.
Johannes Kepler este unul dintre primii astronomi care au susținut teza conform căreia Steaua de la Betleem a fost o mare conjuncție.

## Frecvența și periodicitatea conjuncțiilor

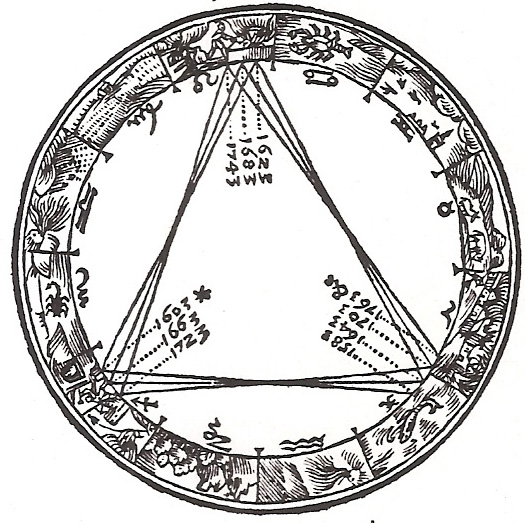
Rotația trigonului din cartea lui Kepler De Stella Nova (1606)

Conjuncțiile heliocentrice Jupiter-Saturn apar aproximativ la fiecare douăzeci de ani (19,859 = 19 ani și 314 zile). Perioada orbitală a lui Saturn este de aproape 30 de ani, ea deplasându-se pe cer cu aproximaiv 12 ° pe an, în timp ce perioada orbitală a lui Jupiter este de 12 ani, deplasându-se pe cer 30 ° pe an. Prin urmare, estimăm că la fiecare 20 de ani, cele două planete se aliniază și formează o conjuncție. Locul în care apare noua conjuncție se schimbă cu fiecare apariție cu aproximativ o treime din tură. La fiecare trei conjuncții (aproximativ 59,6 ani, la scurt timp după ce Saturn a finalizat două orbite și Jupiter cinci), configurația lor inițială va fi repetată pe cer, identificând deci în planul ecliptic un model triunghiular aproape echilateral, numit „trigon”.
Deoarece cea de-a patra conjuncție heliocentrică are loc cu aproximativ 8 ° mai puțin decât cercul complet, următorul trigon este rotit retrograd. După trei sau patru cicluri, se acumulează o rotație de peste 30 ° care aduce trigonul într-un trigon de semne zodiacale diferite de cele originale. 
La fiecare 794 de ani (40 de conjuncții) se constată că un alt vârf al trigonului are aproximativ aceeași ascensiune dreaptă sau longitudine celestă ca primul eveniment. Cu trei astfel de cicluri, adică în 2.383 de ani, ar trebui finalizat un ciclu complet al zodiacului. Raționamentul, însă, nu ține cont de precesiunea echinocțiilor, adică de deplasarea punctului vernal, de la care se calculează ascensiunea dreaptă sau longitudinea. În practică, în ceea ce privește stelele fixe, configurația cea mai apropiată de cea inițială se obține numai după 43 sau 46 de conjuncții cerești, adică respectiv 854 sau 913 ani.

## Conjuncțiile „foarte mari”
Conjuncțiile, care apar la fiecare 794 de ani aproape de începutul zodiacului, așa-numitul punct vernal sau „punctul gamma”, se numesc conjunctio maxima, conjuncții foarte mari.
Potrivit lui Kepler, ele marchează istoria umanității. Prima s-ar fi produs cu ocazia creării lumii în constelația Taurului (4038 î.Hr.), a doua pe vremea lui Enoh, a treia pe vremea lui Noe, a patra pentru Moise, a cincea pentru David, a șaselea pentru Iisus, a șaptea pentru Carol cel Mare și a opta în 1583 pentru Rudolf al II-lea de Habsburg, în serviciul căruia Kepler însuși a lucrat ca astrolog și astronom de curte.